# Elecciones generales de Alemania Oriental de 1976
Las Elecciones generales de Alemania Oriental de 1976 se celebraron el 17 de octubre de 1976. Un total de 434 diputados fueron elegidos a la Volkskammer, siendo todos ellos candidatos de la lista única del Frente Nacional. Se presentaron 591 candidatos del Frente, siendo elegidos 434; 157 como diputados suplentes. En su primera sesión el 29 de octubre, la Volkskammer eligió a Willi Stoph como Presidente del Consejo de Ministros, mientras que Erich Honecker, Secretario General del Partido Socialista Unificado, fue elegido Presidente del Consejo de Estado. El reparto de escaños se mantuvo sin cambios en relación con las elecciones anteriores.
De 11 425 194 electores inscritos, 11 262 946 (98,58%) votaron, con 11 245 023 votos emitidos para los candidatos del Frente. 2616 papeletas fueron invalidadas.

## Resultados
| Partido/Grupo                             | Acrónimo | Escaños |
| ----------------------------------------- | -------- | ------- |
| Partido Socialista Unificado de Alemania  | SED      | 110     |
| Federación Alemana de Sindicatos Libres   | FDGB     | 60      |
| Unión Demócrata Cristiana                 | CDU      | 45      |
| Partido Liberal Democrático de Alemania   | LDPD     | 45      |
| Partido Democrático Campesino de Alemania | DBD      | 45      |
| Partido Nacional Democrático de Alemania  | NDPD     | 45      |
| Juventud Libre Alemana                    | FDJ      | 35      |
| Liga de Mujeres Demócratas                | DFD      | 30      |
| Asociación Cultural de la RDA             | KB       | 19      |